# OhmyNews
OhmyNews（韓語：오마이뉴스）是一個最初由大韓民國開始的網路媒體，2000年2月22日由吳連鎬創立，在全盛時期發展成一個除了韓語以外還有日語及英語的三語網路媒體。OhmyNews的特色是採用了一種類似維基新聞及香港獨立媒體的方式，由參與者（公民記者）提供新聞、並為參與者提供討論的平台，但比兩者成立的時間還要早。

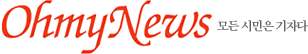
OhmyNews標誌

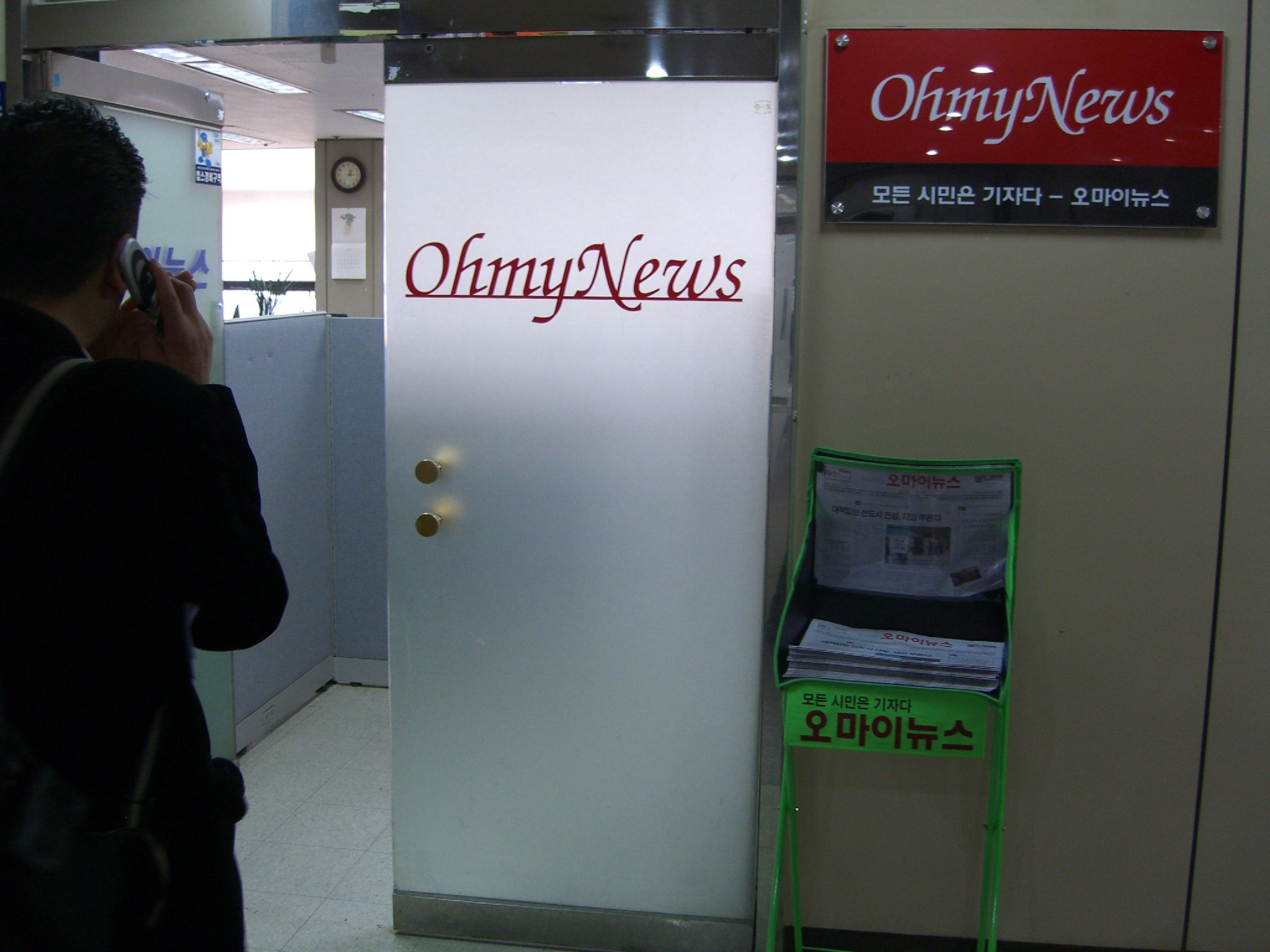
OhmyNews辦公室

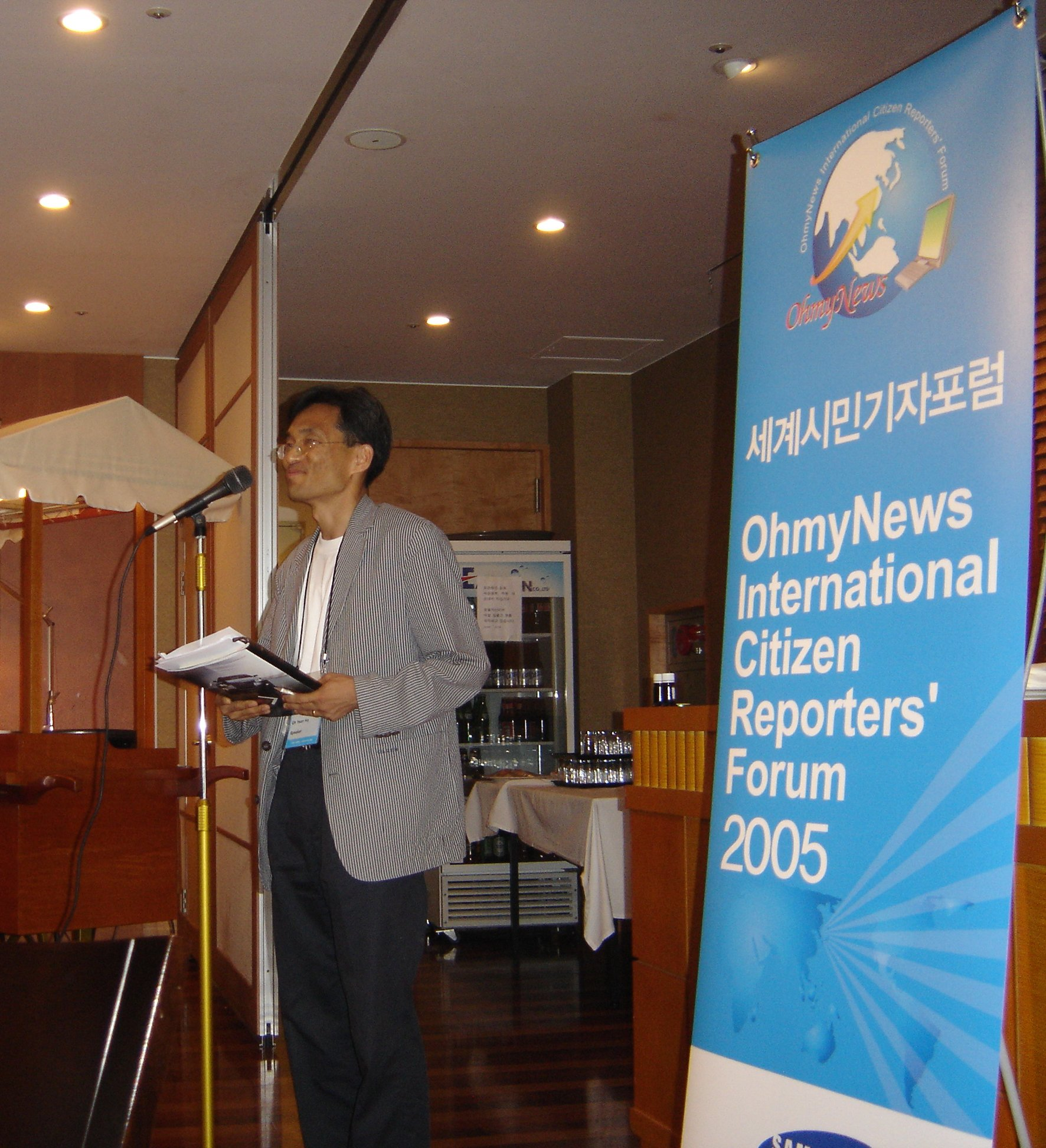
OhmyNews創立人吳連鎬，攝於2005年OhmyNews國際公民記者論壇

2002年大韓民國總統選舉，新千年民主黨候選人盧武鉉當選第16任大韓民國總統，OhmyNews的影響力是原因之一；盧武鉉當選後首先接受OhmyNews專訪，OhmyNews從此被視為親盧武鉉政府的媒體。2004年上半年，由於部落格與社交網路服務的普及，加上盧武鉉的支持率下降，OhmyNews的點閱率開始下降。
2004年11月8日，香港獨立媒體編輯部成員阿藹評論，Ohmynews成為韓國大型媒體之一與韓國最成功的一場公民運動，因為它鼓勵市民關心自己生活、關心社會、並透過報導去改革社會，而這場公民運動最重要的群體是年輕人，這場公民運動使年輕人明白「政治是在自己身邊發生的事物，而不是由政客和議員所壟斷的」。
2005年6月23至26日，OhmyNews於首爾舉辦第一屆「OhmyNews國際公民記者論壇」（OhmyNews International Citizen Reporters' Forum）。
2006年2月22日，OhmyNews與軟體銀行簽下市值1100萬美元的投資契約，合資在日本成立「OhmyNews國際株式會社」（OhmyNews International）以主辦OhmyNews日語版網站「OhmyNews Japan」。2006年6月1日，OhmyNews國際株式會社開設官方部落格「OhmyNews開店準備中Blog」，為OhmyNews日語版暖身，一開設就被日本反韓網友留言攻擊。2006年7月21日，OhmyNews國際株式會社開始在日本招募公民記者。2006年8月1日，OhmyNews開店準備中Blog規定，僅限已註冊的公民記者留言。
2006年8月4日，韓國文化觀光部「新聞發展基金」選定OhmyNews等12家媒體為2006年度優先援助對象，被大國家黨等在野黨質疑獨厚政治立場親盧武鉉政府的媒體。2006年10月初，OhmyNews被揭發收受北韓資金75萬韓元。2006年10月末，被大國家黨議員控告妨害名譽的OhmyNews記者敗訴，被判罰金。
2006年8月28日，OhmyNews日語版開站，鳥越俊太郎擔任第一任編輯長，青木理擔任第一任副編輯長。2006年11月10日，鳥越俊太郎在OhmyNews日語版宣布將於2006年11月17日廢止參與者討論機制。2006年11月17日，OhmyNews日語版廢止參與者討論機制。
2007年2月20日，OhmyNews日語版以鳥越俊太郎健康因素為由設置代理編輯長，第一任代理編輯長為前《週刊現代》編輯長元木昌彥。2007年3月26日，OhmyNews日語版開始對外供應新聞內容。2007年4月10日，OhmyNews日語版改版，新增社交網路服務機制。2007年8月27日，OhmyNews日語版成為雅虎日本新聞內容供應商。2007年5月31日，鳥越俊太郎宣布，由於任期屆滿與個人健康因素，自2007年6月1日起辭去OhmyNews日語版編輯長，元木昌彥接任。2007年11月24日，OhmyNews在距離首爾90分鐘車程的一家重新整修後的小學開辦「公民新聞學校」。
2008年4月21日，OhmyNews國際株式會社改名為「OhmyNews株式會社」，總部搬至東京都港區東新橋。2008年7月，OhmyNews株式會社解散。2008年9月1日，OhmyNews日語版改為「Oh! MyLife」。2009年4月24日，Oh! MyLife關站。
2009年7月8日，吳連鎬透露OhmyNews每年虧損達7億韓元，呼籲OhmyNews使用者捐款維持運作。2010年9月，OhmyNews宣布轉為部落格，不再是新聞網站。

## 外部連結
- OhmyNews
- OhmyNews國際版（英語）
- OhmyNews日語版